# Athamantha
- Commons
- Wikispecies

Athamantha L. é um género botânico pertencente à família Apiaceae.

## Sinonímia
- Athamanta
- Bubon L.

## Espécies
- Athamantha daucifolia
- Athamantha cretensis
- Athamantha macedonica
- Athamantha turbith
- «Lista completa»

## Classificação do gênero
| Sistema | Classificação                    | Referência               |
| ------- | -------------------------------- | ------------------------ |
| Linné   | Classe Pentandria, ordem Digynia | Species plantarum (1753) |